# The New Kings
The New Kings è un singolo del gruppo musicale britannico Marillion, pubblicato l'8 luglio 2016 come primo estratto dal diciottesimo album in studio Fuck Everyone and Run (F E A R).

## Descrizione
Della durata di oltre un quarto d'ora, si tratta di una suite moderna suddivisa in quattro atti. A detta del frontman Steve Hogarth, autore del testo, il brano è incentrato sulla compromissione dei tradizionali sistemi democratici da parte di multinazionali e finanza, sul crescente divario tra ricchi e poveri con riferimenti trasversali all'evasione fiscale e alla risultante perdita, nell'autore, della fede in ciò che il proprio paese rappresenta.

## Tracce
1. The New Kings: I. Fuck Everyone and Run – 4:22
2. The New Kings: II. Russia's Locked Doors – 6:24
3. The New Kings: III. A Scary Sky – 2:33
4. The New Kings: IV. Why Is Nothing Ever True? – 3:24

## Formazione
Gruppo
- Steve Hogarth – voce, arrangiamento, hammered dulcimer, arrangiamento strumenti ad arco
- Steve Rothery – chitarra, arrangiamento
- Pete Trewavas – basso, voce aggiuntiva, arrangiamento
- Mark Kelly – tastiera, arrangiamento, arrangiamento strumenti ad arco
- Ian Mosley – batteria, arrangiamento

Altri musicisti
- Sofi Hogarth – voce aggiuntiva
- Mrs Bond's Class – voce aggiuntiva (traccia 2)
- G. Underwood – arrangiamento strumenti ad arco
- Eleanor Gilchrist, Geraldine Berreen – violini
- Teresa Whipple – viola
- Abigail Trundle – violoncello

Produzione
- Michael Hunter – produzione, registrazione, missaggio, arrangiamento
- Oli Waters – assistenza tecnica ai Real World